# Senior League AFP 2002
La AFP Senior League 2002 è stata la 5ª edizione del campionato di flag football organizzato dalla AFP. La stagione è iniziata il 23 giugno ed è terminata il 17 novembre con la disputa del V Finalbowl.

## Squadre partecipanti
| Club                     | Città              | Risultato nella stagione 2001 |
| ------------------------ | ------------------ | ----------------------------- |
| Aquile Ferrara           | Ferrara            |                               |
| Banditi Ferrara          | Ferrara            | Campioni in carica            |
| Blitz Ancona             | Ancona             |                               |
| Cleavers Cavriago        | Cavriago (RE)      |                               |
| Dolphins Ancona          | Ancona             |                               |
| Draghi Udine             | Udine              |                               |
| Fog Fighters Correggio   | Correggio (RE)     |                               |
| Gators Bolzano           | Bolzano            |                               |
| Leoni Palmanova          | Palmanova (UD)     |                               |
| Neptunes Bologna         | Bologna            |                               |
| Panthers Parma           | Parma              |                               |
| Rocketeers Reggio Emilia | Reggio nell'Emilia |                               |
| X-Men Reggio Emilia      | Reggio nell'Emilia |                               |

## Calendario

### 1ª giornata (Classic Bowl)

#### Squadre partecipanti
- Banditi Ferrara
- Cleavers Cavriago
- Fog Fighters Correggio
- Leoni Palmanova
- Rocketeers Reggio Emilia
- X-Men Reggio Emilia

#### Gironi
| Girone Verde             | Girone Azzurro         |
| ------------------------ | ---------------------- |
| Banditi Ferrara          | Leoni Palmanova        |
| Cleavers Cavriago        | X-Men Reggio Emilia    |
| Rocketeers Reggio Emilia | Fog Fighters Correggio |

#### Classifiche
| Squadra                  | G | V | S | PF | PS | DP  |
| ------------------------ | - | - | - | -- | -- | --- |
| Banditi Ferrara          | 2 | 2 | 0 | 54 | 32 | +22 |
| Cleavers Cavriago        | 2 | 1 | 1 | 42 | 28 | +14 |
| Rocketeers Reggio Emilia | 2 | 0 | 2 | 12 | 48 | -36 |

| Squadra                | G | V | S | PF | PS | DP  |
| ---------------------- | - | - | - | -- | -- | --- |
| X-Men Reggio Emilia    | 2 | 2 | 0 | 82 | 42 | +40 |
| Fog Fighters Correggio | 2 | 1 | 1 | 50 | 56 | -6  |
| Leoni Palmanova        | 2 | 0 | 2 | 32 | 66 | -34 |

#### MVP
Marco Viani, WR #82 dei  Cleavers Cavriago

#### Incontri prima fase
| Ferrara 23 giugno 2002 | Cleavers Cavriago | 22 – 0 | Rocketeers Reggio Emilia |  |

| Ferrara 23 giugno 2002 | Banditi Ferrara | 26 – 12 | Rocketeers Reggio Emilia |  |

| Ferrara 23 giugno 2002 | Banditi Ferrara | 28 – 20 | Cleavers Cavriago |  |

| Ferrara 23 giugno 2002 | X-Men Reggio Emilia | 44 – 22 | Fog Fighters Correggio |  |

| Ferrara 23 giugno 2002 | Leoni Palmanova | 12 – 28 | Fog Fighters Correggio |  |

| Ferrara 23 giugno 2002 | Leoni Palmanova | 20 – 38 | X-Men Reggio Emilia |  |

#### Semifinali
| Ferrara 23 giugno 2002 | Banditi Ferrara | 30 – 9 | Fog Fighters Correggio |  |

| Ferrara 23 giugno 2002 | X-Men Reggio Emilia | 22 – 14 | Cleavers Cavriago |  |

#### Finale 5º-6º posto
| Ferrara 23 giugno 2002 | Leoni Palmanova | 18 – 16 | Rocketeers Reggio Emilia |  |

#### Finale 3º-4º posto
| Ferrara 23 giugno 2002 | Cleavers Cavriago | 51 – 18 | Fog Fighters Correggio |  |

#### Finale 1º-2º posto
| Ferrara 23 giugno 2002 | Banditi Ferrara | 20 – 8 | X-Men Reggio Emilia |  |

### 2ª giornata (II CUSB Bowl)

#### Squadre partecipanti
- Banditi Ferrara
- Cleavers Cavriago
- Fog Fighters Correggio
- Neptunes Bologna
- Panthers Parma
- X-Men Reggio Emilia

#### Gironi
| Girone Blu        | Girone Gold            |
| ----------------- | ---------------------- |
| Banditi Ferrara   | Neptunes Bologna       |
| Cleavers Cavriago | X-Men Reggio Emilia    |
| Panthers Parma    | Fog Fighters Correggio |

#### Classifiche
| Squadra           | G | V | S | PF | PS | DP  |
| ----------------- | - | - | - | -- | -- | --- |
| Banditi Ferrara   | 2 | 2 | 0 | 84 | 38 | +46 |
| Cleavers Cavriago | 2 | 1 | 1 | 48 | 44 | +4  |
| Panthers Parma    | 2 | 0 | 2 | 12 | 62 | -50 |

| Squadra                | G | V | S | PF | PS | DP  |
| ---------------------- | - | - | - | -- | -- | --- |
| X-Men Reggio Emilia    | 2 | 2 | 0 | 54 | 26 | +28 |
| Neptunes Bologna       | 2 | 1 | 1 | 54 | 52 | +2  |
| Fog Fighters Correggio | 2 | 0 | 2 | 40 | 70 | -30 |

#### MVP
Alessandro Paltrinieri, WR #2 dei  Banditi Ferrara

#### Incontri prima fase
| Bologna 7 luglio 2002 | Cleavers Cavriago | 16 – 6 | Panthers Parma |  |

| Bologna 7 luglio 2002 | Banditi Ferrara | 46 – 6 | Panthers Parma |  |

| Bologna 7 luglio 2002 | Banditi Ferrara | 38 – 32 | Cleavers Cavriago |  |

| Bologna 7 luglio 2002 | X-Men Reggio Emilia | 28 – 14 | Fog Fighters Correggio |  |

| Bologna 7 luglio 2002 | Neptunes Bologna | 42 – 26 | Fog Fighters Correggio |  |

| Bologna 7 luglio 2002 | Neptunes Bologna | 12 – 26 | X-Men Reggio Emilia |  |

#### Semifinali
| Bologna 7 luglio 2002 | Banditi Ferrara | 26 – 12 | Neptunes Bologna |  |

| Bologna 7 luglio 2002 | X-Men Reggio Emilia | 40 – 44 | Cleavers Cavriago |  |

#### Finale 5º-6º posto
| Bologna 7 luglio 2002 | Panthers Parma | 21 – 34 | Fog Fighters Correggio |  |

#### Finale 3º-4º posto
| Bologna 7 luglio 2002 | X-Men Reggio Emilia | 26 – 12 | Neptunes Bologna |  |

#### Finale 1º-2º posto
| Ferrara 23 giugno 2002 | Banditi Ferrara | 34 – 14 | Cleavers Cavriago |  |

### 3ª giornata (Sea Bowl)

#### Squadre partecipanti
- Blitz Ancona
- Cleavers Cavriago
- Dolphins Ancona
- Fog Fighters Correggio

#### Classifica
| Squadra                | G | V | S | PF | PS | DP  |
| ---------------------- | - | - | - | -- | -- | --- |
| Cleavers Cavriago      | 3 | 3 | 0 | 68 | 14 | +54 |
| Blitz Ancona           | 3 | 2 | 1 | 44 | 20 | +24 |
| Dolphins Ancona        | 3 | 1 | 2 | 14 | 68 | -54 |
| Fog Fighters Correggio | 3 | 0 | 3 | 22 | 46 | -24 |

#### MVP
Alessandro Tanassi dei Blitz Ancona

#### Incontri
| Porto Recanati 28 luglio 2002 | Blitz Ancona | 30 – 0 | Dolphins Ancona |  |

| Porto Recanati 28 luglio 2002 | Cleavers Cavriago | 24 – 8 | Fog Fighters Correggio |  |

| Porto Recanati 28 luglio 2002 | Dolphins Ancona | 14 – 6 | Fog Fighters Correggio |  |

| Porto Recanati 28 luglio 2002 | Fog Fighters Correggio | 8 – 8 (d.t.s.) () | Blitz Ancona |  |

| Porto Recanati 28 luglio 2002 | Cleavers Cavriago | 32 – 0 | Dolphins Ancona |  |

| Porto Recanati 28 luglio 2002 | Cleavers Cavriago | 12 – 6 | Blitz Ancona |  |

### 4ª giornata (5º torneo "Città di Palmanova")

#### Squadre partecipanti
- Cleavers Cavriago
- Draghi Udine
- Gators Bolzano
- Leoni Palmanova
- X-Men Reggio Emilia

#### Classifica
| Squadra             | G | V | N | S | PF  | PS  | DP  |
| ------------------- | - | - | - | - | --- | --- | --- |
| Cleavers Cavriago   | 4 | 3 | 1 | 0 | 108 | 80  | +28 |
| Gators Bolzano      | 4 | 2 | 0 | 2 | 106 | 113 | -7  |
| Draghi Udine        | 4 | 1 | 2 | 1 | 110 | 99  | +11 |
| Leoni Palmanova     | 4 | 1 | 1 | 2 | 45  | 56  | -11 |
| X-Men Reggio Emilia | 4 | 1 | 0 | 3 | 81  | 102 | -21 |

#### MVP
Stefano Bonvecchio, QB dei Gators Bolzano

#### Incontri
| Palmanova 4 agosto 2002 | Leoni Palmanova | 6 – 6 | Draghi Udine |  |

| Palmanova 4 agosto 2002 | Cleavers Cavriago | 18 – 14 | X-Men Reggio Emilia |  |

| Palmanova 4 agosto 2002 | Leoni Palmanova | 19 – 16 | Gators Bolzano |  |

| Palmanova 4 agosto 2002 | Draghi Udine | 40 – 25 | X-Men Reggio Emilia |  |

| Palmanova 4 agosto 2002 | Cleavers Cavriago | 14 – 6 | Leoni Palmanova |  |

| Palmanova 4 agosto 2002 | Gators Bolzano | 30 – 22 | X-Men Reggio Emilia |  |

| Palmanova 4 agosto 2002 | Cleavers Cavriago | 34 – 34 | Draghi Udine |  |

| Palmanova 4 agosto 2002 | Leoni Palmanova | 14 – 20 | X-Men Reggio Emilia |  |

| Palmanova 4 agosto 2002 | Draghi Udine | 30 – 34 | Gators Bolzano |  |

| Palmanova 4 agosto 2002 | Cleavers Cavriago | 42 – 26 | Gators Bolzano |  |

### 5ª giornata (VII Memorial Leo Rubini)

#### Squadre partecipanti
- All Time Ferrara
- Aquile Ferrara
- Banditi Ferrara
- Cleavers Cavriago
- Fog Fighters Correggio
- Gators Bolzano
- Leoni Palmanova
- Rocketeers Reggio Emilia

#### Gironi
| Girone Giallo          | Girone Blu               |
| ---------------------- | ------------------------ |
| Banditi Ferrara        | Cleavers Cavriago        |
| Fog Fighters Correggio | Gators Bolzano           |
| Leoni Palmanova        | Rocketeers Reggio Emilia |
| All Time Ferrara       | Aquile Ferrara           |

#### Classifiche
| Squadra                | G | V | N | S | PF | PS | DP  |
| ---------------------- | - | - | - | - | -- | -- | --- |
| Banditi Ferrara        | 3 | 3 | 0 | 0 | 60 | 18 | +42 |
| Leoni Palmanova        | 3 | 2 | 0 | 1 | 54 | 26 | +28 |
| Fog Fighters Correggio | 3 | 1 | 0 | 2 | 24 | 76 | -52 |
| All Time Ferrara       | 3 | 0 | 0 | 3 | 0  | 18 | -18 |

| Squadra                  | G | V | N | S | PF | PS | DP  |
| ------------------------ | - | - | - | - | -- | -- | --- |
| Aquile Ferrara           | 3 | 3 | 0 | 0 | 81 | 38 | +43 |
| Gators Bolzano           | 3 | 1 | 1 | 1 | 42 | 44 | -2  |
| Cleavers Cavriago        | 3 | 1 | 0 | 2 | 38 | 49 | -11 |
| Rocketeers Reggio Emilia | 3 | 0 | 1 | 2 | 52 | 82 | -30 |

#### MVP
- Offense: Roberto Trabanelli, QB #1 dei  Banditi Ferrara
- Defense: Angel Moreno, CB #10 dei  Banditi Ferrara

#### Incontri prima fase
| Ferrara 6 ottobre 2002 | All Time Ferrara | 0 – 6 () | Banditi Ferrara |  |

| Ferrara 6 ottobre 2002 | Fog Fighters Correggio | 12 – 36 | Leoni Palmanova |  |

| Ferrara 6 ottobre 2002 | Banditi Ferrara | 40 – 6 | Fog Fighters Correggio |  |

| Ferrara 6 ottobre 2002 | Leoni Palmanova | 6 – 0 () | All Time Ferrara |  |

| Ferrara 6 ottobre 2002 | Banditi Ferrara | 14 – 12 | Leoni Palmanova |  |

| Ferrara 6 ottobre 2002 | All Time Ferrara | 0 – 6 () | Fog Fighters Correggio |  |

| Ferrara 6 ottobre 2002 | Cleavers Cavriago | 26 – 14 | Rocketeers Reggio Emilia |  |

| Ferrara 6 ottobre 2002 | Gators Bolzano | 14 – 18 | Aquile Ferrara |  |

| Ferrara 6 ottobre 2002 | Cleavers Cavriago | 6 – 8 | Gators Bolzano |  |

| Ferrara 6 ottobre 2002 | Rocketeers Reggio Emilia | 18 – 36 | Aquile Ferrara |  |

| Ferrara 6 ottobre 2002 | Aquile Ferrara | 27 – 6 | Cleavers Cavriago |  |

| Ferrara 6 ottobre 2002 | Gators Bolzano | 20 – 20 | Rocketeers Reggio Emilia |  |

#### Semifinali
| Bologna 6 ottobre 2002 | Banditi Ferrara | 42 – 28 | Gators Bolzano |  |

| Bologna 6 ottobre 2002 | Aquile Ferrara | 24 – 26 | Leoni Palmanova |  |

#### Finale 7º-8º posto
| Bologna 6 ottobre 2002 | Fog Fighters Correggio | 6 – 0 () | All Time Ferrara |  |

#### Finale 5º-6º posto
| Bologna 6 ottobre 2002 | Cleavers Cavriago | 0 – 6 | Rocketeers Reggio emilia |  |

#### Finale 3º-4º posto
| Bologna 6 ottobre 2002 | Aquile Ferrara | 27 – 26 | Gators Bolzano |  |

#### Finale 1º-2º posto
| Ferrara 6 ottobre 2002 | Banditi Ferrara | 32 – 20 | Leoni Palmanova |  |

### 6ª giornata (1º trofeo "Città di Cavriago")

#### Squadre partecipanti
- Banditi Ferrara
- Cleavers Cavriago
- Fog Fighters Correggio
- Rocketeers Reggio Emilia
- X-Men Reggio Emilia

#### Classifica
| Squadra                  | G | V | N | S | PF  | PS  | DP   |
| ------------------------ | - | - | - | - | --- | --- | ---- |
| Banditi Ferrara          | 4 | 3 | 1 | 0 | 108 | 52  | +56  |
| Cleavers Cavriago        | 4 | 3 | 0 | 1 | 124 | 46  | +78  |
| X-Men Reggio Emilia      | 4 | 2 | 1 | 1 | 84  | 66  | +18  |
| Fog Fighters Correggio   | 4 | 1 | 0 | 3 | 64  | 106 | -42  |
| Rocketeers Reggio Emilia | 4 | 0 | 0 | 4 | 36  | 146 | -110 |

#### MVP
Leonardo Lazzaretti, QB degli  X-Men Reggio Emilia

#### Incontri
| Cavriago 20 ottobre 2002 | Cleavers Cavriago | 22 – 12 | X-Men Reggio Emilia |  |

| Cavriago 20 ottobre 2002 | Fog Fighters Correggio | 36 – 14 | Rocketeers Reggio emilia |  |

| Cavriago 20 ottobre 2002 | Banditi Ferrara | 20 – 16 | Cleavers Cavriago |  |

| Cavriago 20 ottobre 2002 | Fog Fighters Correggio | 14 – 22 | X-Men Reggio Emilia |  |

| Cavriago 20 ottobre 2002 | Rocketeers Reggio Emilia | 14 – 32 | Banditi Ferrara |  |

| Cavriago 20 ottobre 2002 | Cleavers Cavriago | 36 – 14 | Fog Fighters Correggio |  |

| Cavriago 20 ottobre 2002 | X-Men Reggio Emilia | 28 – 8 | Rocketeers Reggio Emilia |  |

| Cavriago 20 ottobre 2002 | Fog Fighters Correggio | 0 – 34 | Banditi Ferrara |  |

| Cavriago 20 ottobre 2002 | Cleavers Cavriago | 50 – 0 | Rocketeers Reggio Emilia |  |

| Cavriago 20 ottobre 2002 | X-Men Reggio Emilia | 22 – 22 | Banditi Ferrara |  |

## Playoff

### Tabellone
|  |                          |                          |                         |                          |                         |                         |                         |                         |                         |    |            |            |            |  |  |             |             |             |
|  | Ottavi di finale         | Ottavi di finale         | Ottavi di finale        |                          |                         | Quarti di finale        | Quarti di finale        | Quarti di finale        |                         |    | Semifinale | Semifinale | Semifinale |  |  | V Finalbowl | V Finalbowl | V Finalbowl |
|  | Ottavi di finale         | Ottavi di finale         | Ottavi di finale        |                          |                         | Quarti di finale        | Quarti di finale        | Quarti di finale        |                         |    | Semifinale | Semifinale | Semifinale |  |  | V Finalbowl | V Finalbowl | V Finalbowl |
|  |                          |                          |                         |                          |                         |                         |                         |                         |                         |    |            |            |            |  |  |             |             |             |
|  |                          |                          |                         |                          |                         |                         |                         |                         |                         |    |            |            |            |  |  |             |             |             |
|  | 1                        | Banditi Ferrara          | 40                      |                          |                         |                         |                         |                         |                         |    |            |            |            |  |  |             |             |             |
|  | 1                        | Banditi Ferrara          | 40                      |                          |                         |                         |                         |                         |                         |    |            |            |            |  |  |             |             |             |
|  |                          |                          |                         | Rocketeers Reggio Emilia | 8                       |                         |                         |                         |                         |    |            |            |            |  |  |             |             |             |
|  |                          |                          |                         | Rocketeers Reggio Emilia | 8                       |                         |                         |                         |                         |    |            |            |            |  |  |             |             |             |
|  | 4                        | Leoni Palmanova          | 18                      |                          |                         |                         | Banditi Ferrara         | Banditi Ferrara         | 44                      |    |            |            |            |  |  |             |             |             |
|  | 4                        | Leoni Palmanova          | 18                      |                          |                         |                         |                         |                         | 44                      |    |            |            |            |  |  |             |             |             |
|  | 6                        | Rocketeers Reggio Emilia | 32                      |                          |                         |                         |                         | Cleavers Cavriago       | Cleavers Cavriago       | 47 |            |            |            |  |  |             |             |             |
|  | 6                        | Rocketeers Reggio Emilia | 32                      |                          |                         |                         |                         |                         | Cleavers Cavriago       | 47 |            |            |            |  |  |             |             |             |
|  |                          |                          |                         | 2                        | Cleavers Cavriago       | 48                      |                         |                         |                         |    |            |            |            |  |  |             |             |             |
|  |                          |                          |                         | 2                        | Cleavers Cavriago       | 48                      |                         |                         |                         |    |            |            |            |  |  |             |             |             |
|  |                          |                          |                         | Fog Fighters Correggio   | 22                      |                         |                         |                         |                         |    |            |            |            |  |  |             |             |             |
|  |                          |                          |                         | Fog Fighters Correggio   | 22                      |                         |                         |                         |                         |    |            |            |            |  |  |             |             |             |
|  | 3                        | X-Men Reggio Emilia      | 38                      |                          |                         |                         |                         |                         |                         |    |            |            |            |  |  |             |             |             |
|  | 3                        | X-Men Reggio Emilia      | 38                      |                          |                         |                         |                         |                         |                         |    |            |            |            |  |  |             |             |             |
|  | 5                        | Fog Fighters Correggio   | 46                      |                          |                         | Cleavers Cavriago       | Cleavers Cavriago       | 26                      |                         |    |            |            |            |  |  |             |             |             |
|  | 5                        | Fog Fighters Correggio   | 46                      |                          |                         | Cleavers Cavriago       | Cleavers Cavriago       | 26                      |                         |    |            |            |            |  |  |             |             |             |
|  |                          |                          |                         |                          |                         | Banditi Ferrara         | Banditi Ferrara         | 18                      |                         |    |            |            |            |  |  |             |             |             |
|  |                          |                          |                         |                          |                         | Banditi Ferrara         | Banditi Ferrara         | 18                      |                         |    |            |            |            |  |  |             |             |             |
|  | 1º turno di ripescaggio  | 1º turno di ripescaggio  | 1º turno di ripescaggio | 2º turno di ripescaggio  | 2º turno di ripescaggio | 2º turno di ripescaggio | 3º turno di ripescaggio | 3º turno di ripescaggio | 3º turno di ripescaggio |    |            |            |            |  |  |             |             |             |
|  | 1º turno di ripescaggio  | 1º turno di ripescaggio  | 1º turno di ripescaggio | 2º turno di ripescaggio  | 2º turno di ripescaggio | 2º turno di ripescaggio | 3º turno di ripescaggio | 3º turno di ripescaggio | 3º turno di ripescaggio |    |            |            |            |  |  |             |             |             |
|  |                          |                          |                         |                          |                         |                         |                         |                         |                         |    |            |            |            |  |  |             |             |             |
|  |                          |                          |                         |                          |                         |                         |                         |                         |                         |    |            |            |            |  |  |             |             |             |
|  | X-Men Reggio Emilia      | X-Men Reggio Emilia      | 40                      |                          |                         |                         |                         |                         |                         |    |            |            |            |  |  |             |             |             |
|  | X-Men Reggio Emilia      | X-Men Reggio Emilia      | 40                      |                          |                         |                         |                         |                         |                         |    |            |            |            |  |  |             |             |             |
|  | Rocketeers Reggio Emilia | Rocketeers Reggio Emilia | 34                      |                          |                         |                         |                         |                         |                         |    |            |            |            |  |  |             |             |             |
|  | Rocketeers Reggio Emilia | Rocketeers Reggio Emilia | 34                      |                          |                         |                         |                         |                         |                         |    |            |            |            |  |  |             |             |             |
|  |                          |                          |                         | X-Men Reggio Emilia      | X-Men Reggio Emilia     | 50                      | X-Men Reggio Emilia     | X-Men Reggio Emilia     | 28                      |    |            |            |            |  |  |             |             |             |
|  |                          |                          |                         | X-Men Reggio Emilia      | X-Men Reggio Emilia     | 50                      | X-Men Reggio Emilia     | X-Men Reggio Emilia     | 28                      |    |            |            |            |  |  |             |             |             |
|  |                          |                          | Fog Fighters Correggio  | Fog Fighters Correggio   | 28                      |                         |                         | Banditi Ferrara (dts)   | Banditi Ferrara (dts)   | 28 |            |            |            |  |  |             |             |             |
|  |                          |                          |                         | Fog Fighters Correggio   | 28                      |                         |                         | Banditi Ferrara (dts)   | Banditi Ferrara (dts)   | 28 |            |            |            |  |  |             |             |             |
|  | Leoni Palmanova          | Leoni Palmanova          | 33                      |                          |                         |                         |                         |                         |                         |    |            |            |            |  |  |             |             |             |
|  | Leoni Palmanova          | Leoni Palmanova          | 33                      |                          |                         |                         |                         |                         |                         |    |            |            |            |  |  |             |             |             |
|  | Fog Fighters Correggio   | Fog Fighters Correggio   | 38                      |                          |                         |                         |                         |                         |                         |    |            |            |            |  |  |             |             |             |
|  | Fog Fighters Correggio   | Fog Fighters Correggio   | 38                      |                          |                         |                         |                         |                         |                         |    |            |            |            |  |  |             |             |             |

### Squadre qualificate
- Banditi Ferrara
- Cleavers Cavriago
- Fog Fighters Correggio
- Leoni Palmanova
- Rocketeers Reggio Emilia
- X-Men Reggio Emilia

### Ottavi di finale
| Ferrara 17 novembre 2002 | X-Men Reggio Emilia | 38 – 46 | Fog Fighters Correggio |  |

| Ferrara 17 novembre 2002 | Leoni Palmanova | 18 – 32 | Rocketeers Reggio Emilia |  |

### Quarti di finale
| Ferrara 17 novembre 2002 | Cleavers Cavriago | 48 – 22 | Fog Fighters Correggio |  |

| Ferrara 6 ottobre 2002 | Banditi Ferrara | 40 – 8 | Rocketeers Reggio Emilia |  |

### Primo turno ripescaggi
| Ferrara 17 novembre 2002 | Leoni Palmanova | 33 – 38 | Fog Fighters Correggio |  |

| Ferrara 17 novembre 2002 | X-Men Reggio Emilia | 40 – 34 | Rocketeers Reggio Emilia |  |

### Semifinale
| Ferrara 17 novembre 2002 | Banditi Ferrara | 44 – 47 | Cleavers Cavriago |  |

### Secondo turno ripescaggi
| Ferrara 17 novembre 2002 | X-Men Reggio Emilia | 50 – 28 | Fog Fighters Correggio |  |

### Terzo turno ripescaggi
| Ferrara 17 novembre 2002 | Banditi Ferrara | 28 – 28 (d.t.s.) () | X-Men Reggio Emilia |  |

### V Finalbowl
| Ferrara 17 novembre 2002 | Cleavers Cavriago | 26 – 18 | Banditi Ferrara |  |

La partita finale, chiamata V Finalbowl si è giocata il 17 novembre 2002 a Ferrara.